# Кубок PARI Премьер 2023
Ку́бок PARI Премье́р 2023 — футбольный товарищеский турнир, организованный телеканалом «Матч ТВ». Титульным партнёром Кубка PARI Премьер стала букмекерская компания «PARI».
Традиционно проходит во время тренировочных сборов российских команд. Впервые турнир вышел на международный уровень — в Санкт-Петербурге встретились чемпион России «Зенит», чемпион Сербии «Црвена Звезда», обладатель Кубка Турции «Фенербахче» и бронзовый призёр Азербайджана «Нефтчи». Победитель определился по итогам игр по системе «каждый с каждым». Матчи приняли стадионы «Газпром Арена» и «Смена».

## Формат турнира
Четыре команды играют один круг по системе «каждый с каждым». В случае ничьей в основное время назначается серия пенальти. За победу в основное время команде присуждается 3 очка, противнику 0. За победу по пенальти — 2 очка, за поражение — 1. По итогам турнира формируется таблица, места в которой определят победителя и призёров турнира. В случае равенства очков, места в турнирной таблице определяются по следующим критериям:
- Разница забитых и пропущенных мячей во всех матчах
- Количество голов, забитых во всех матчах
- Результат личных встреч

Во время 1-го и 2-го таймов разрешено провести не более пяти замен. Количество замен в перерыве и после 60-й минуты — не ограничено. Разрешены обратные замены.

## Турнирная таблица
| Поз | Команда       | И | В | ВП | ПП | П | МЗ | МП | РМ | О |
| --- | ------------- | - | - | -- | -- | - | -- | -- | -- | - |
| 1   | Црвена Звезда | 3 | 3 | 0  | 0  | 0 | 9  | 2  | +7 | 9 |
| 2   | Зенит         | 3 | 1 | 1  | 0  | 1 | 4  | 3  | +1 | 5 |
| 3   | Фенербахче    | 3 | 1 | 0  | 1  | 1 | 2  | 3  | −1 | 4 |
| 4   | Нефтчи        | 3 | 0 | 0  | 0  | 3 | 1  | 8  | −7 | 0 |

## Трансляции и зрители
Все игры Кубка PARI Премьер в прямом эфире показали телеканалы «Матч ТВ» и «Матч! Премьер».

## Расписание турнира
| 29 июня, 20:00 МСК | \| «Нефтчи» \| 0:4 \| «Црвена Звезда» \| | «Смена» (Санкт-Петербург) |
| «Нефтчи»           | 0:4                                      | «Црвена Звезда»           |

| 1 июля, 19:30 МСК | \| «Зенит» \| 3:1 \| «Нефтчи» \| | «Газпром Арена» (Санкт-Петербург) |
| «Зенит»           | 3:1                              | «Нефтчи»                          |

| 4 июля, 19:30 МСК | \| «Црвена Звезда» \| 2:1 \| «Зенит» \| | «Газпром Арена» (Санкт-Петербург) |
| «Црвена Звезда»   | 2:1                                     | «Зенит»                           |

| 9 июля, 19:30 МСК | \| «Зенит» \| 0:0 (пен. 5:3) \| «Фенербахче» \| | «Газпром Арена» (Санкт-Петербург) |
| «Зенит»           | 0:0 (пен. 5:3)                                  | «Фенербахче»                      |

| 12 июля, 19:30 МСК | \| «Фенербахче» \| 1:3 \| «Црвена Звезда» \| | «Смена» (Санкт-Петербург) |
| «Фенербахче»       | 1:3                                          | «Црвена Звезда»           |

| 15 июля, 14:00 МСК | \| «Нефтчи» \| 0:1 \| «Фенербахче» \| | «Смена» (Санкт-Петербург) |
| «Нефтчи»           | 0:1                                   | «Фенербахче»              |